# Microfonisme

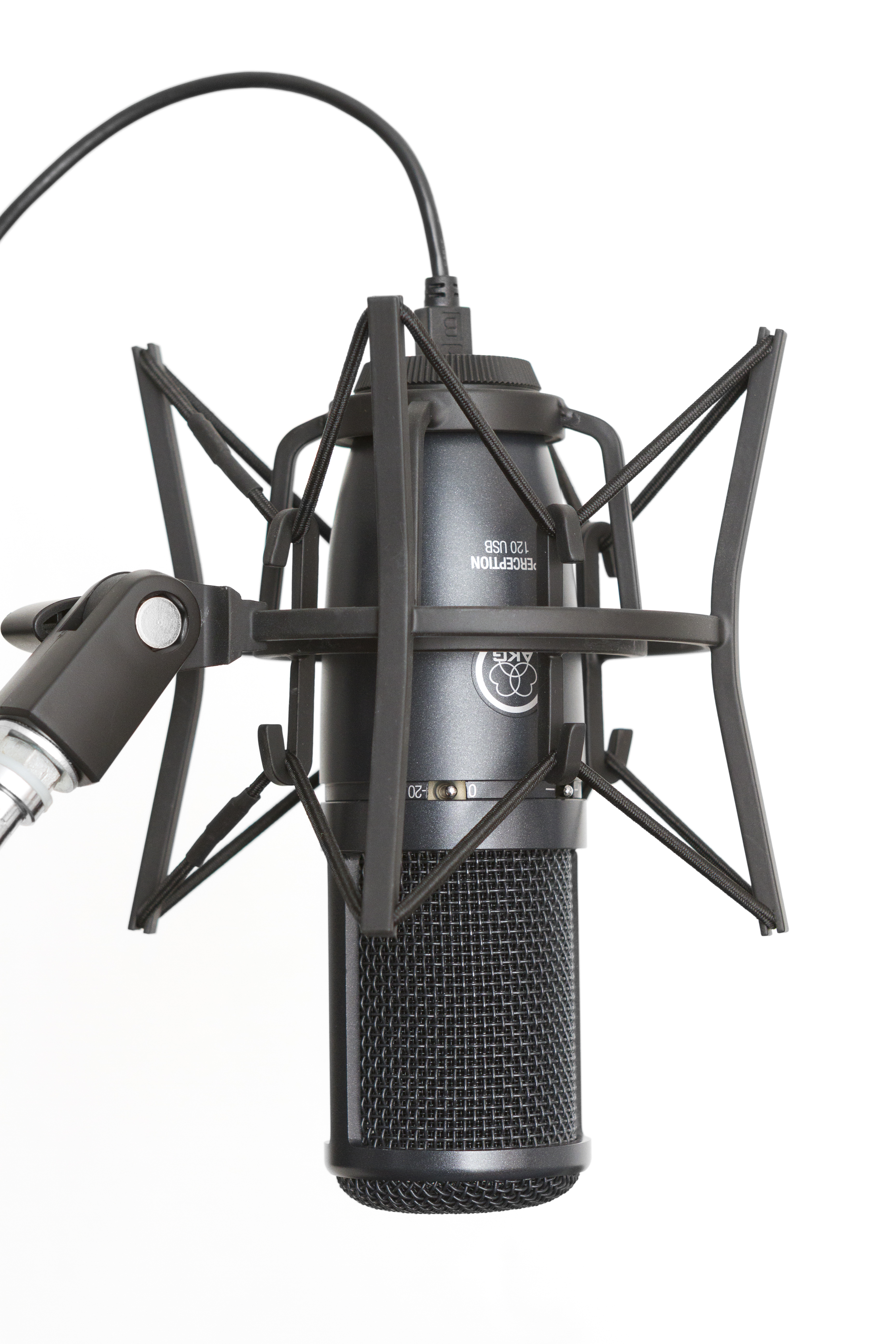
Micròfon de condensador amb muntatge flotant per evitar el microfonisme

El microfonisme és l'efecte de modulació que es produeix mecànicament en un circuit electrònic. És un fet no desitjat, que es pot pal·liar embevent el circuit en parafina o silicona o mitjançant un muntatge flotant en el que s'usa habitualment cautxú.
Quan un oscil·lador se sotmet a una acció mecànica, com cops o vibracions, aquest fet fa variar la seva freqüència d'oscil·lació, i el resultat és un senyal a la freqüència base de l'oscil·lador però modulat en freqüència (FM) amb el senyal mecànic interferent.
El terme Microfonisme expressa doncs una pertorbació mecànica causada per vibracions, que influeix en certs components (com ara un tub de buit, o un condensador variable, etc..) introduint senyals elèctrics no desitjats en un sistema (el circuit de placa en el cas d'un tub de buit -tant oscil·lador com amplificador-).
La prova habitual per verificar el microfonisme consisteix a colpejar el tub amb un mall de goma o amb una petita pilota de goma, mentre està funcionant (com oscil·lador, com amplificador, etc..).

## Reproductors de discs compactes
Un disseny diferent es troba en alguns reproductors de discs compactes, en els quals unes gomes tàndem sostenen la mecànica del disc i el conjunt de lectura-gravació, de manera que els aïllen de les vibracions externes.

## Goma-tàndem anti-microfonisme
Per tal d'evitar el microfonisme, en particular en les etapes d'entrada dels amplificadors d'alt guany, els enginyers de disseny solien muntar els conjunts de tubs en aquestes etapes, a prova de sacsejada, mitjançant unes petites gomes-tàndem col·locades en els orificis dels cargols, deixant el conjunt tub-sòcol en una situació "flotant".
Els dissenyadors de tub de microones van prendre nombroses mesures per reduir microfonisme als klystrons. Quan la sintonització era essencial, generalment es va arribar un compromís entre la resistència del klistrón al microfonisme i el rendiment obtenible.